# James Gilkes
James Gilkes (Guiana Inglesa, 21 de setembro de 1952) é um antigo atleta velocista da Guiana, especialista em provas de 200 metros. Nesta disciplina, ganhou a medalha de ouro nos Jogos Pan-Americanos de 1975, realizados na Cidade do México.
Nos Jogos Olímpicos de 1980, em Moscovo, conseguiu chegar à meia-final após ter sido primeiro nos quartos de final. Nessa semi-final, classificou-se em quinto lugar, com 20.87 s, a apenas 12 centésimos do 4º lugar que lhe daria acesso à final.
As suas melhores marcas em 100 metros (10.19 s) e 200 metros (20.14 s), ambas obtidas em 1978, constituem ainda hoje os recordes nacionais daqueles dois eventos.